# سیلی‌لی (زرداب)
سیلی‌لی (به لاتین: Siləyli) یک منطقه مسکونی در جمهوری آذربایجان است که در شهرستان زرداب واقع شده است. سیلی‌لی ۴۴۷ نفر جمعیت دارد.